# Judah Touro

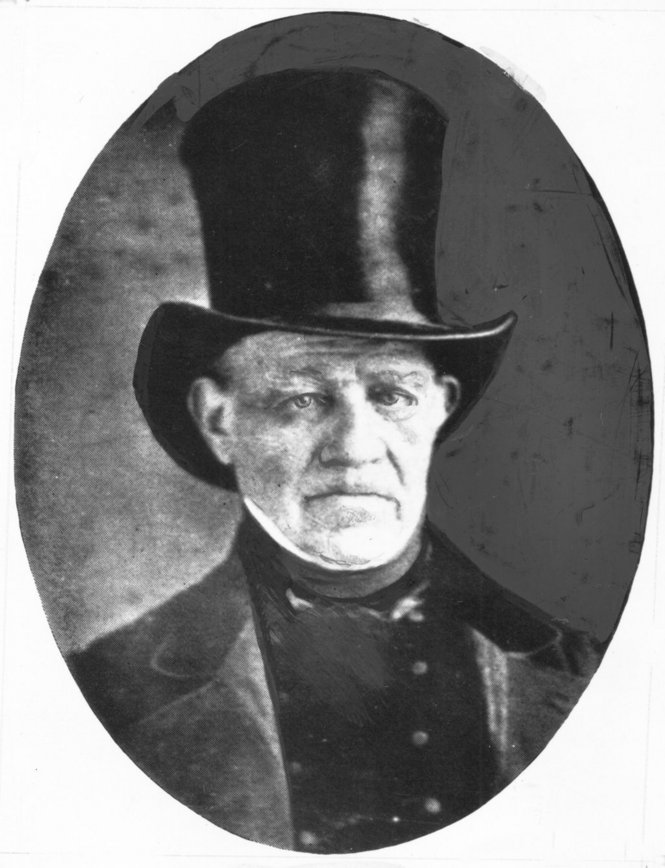
Judah Touro

Judah Touro (* 16. Juni 1775 in Newport; † 13. Januar 1854 in New Orleans) war ein amerikanisch-jüdischer Geschäftsmann und Philanthrop.
Nach ihm und seinem Vater, dem Rabbiner Isaac Touro, ist das Touro College benannt.